# صاروخ (سلاح)

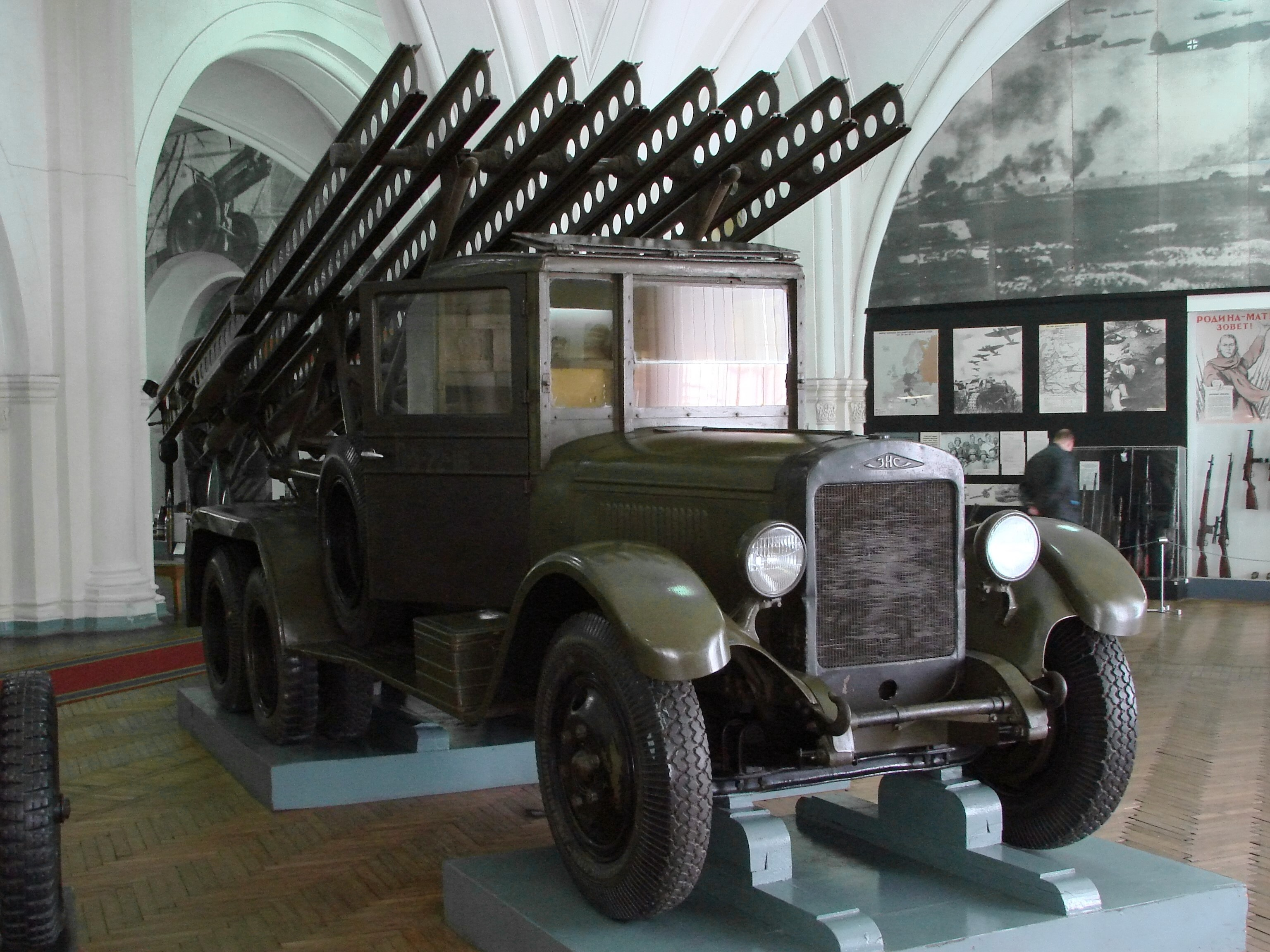
راجمة الصواريخ كاتيوشا، واحدة من أقدم انظمة الصواريخ المدفعية الحديثة

الصواريخ هي أسلحة ذاتية الدفع غير موجهة تستخدم نظم صاروخية كمحرك. تستخدم الصواريخ في المقام الأول كأسلحة مدفعية متوسطة وطويلة المدى والمدفعية. كما تم استخدامها كأنظمة مدفعية من الجو إلى الأرض، ومن الجو إلى الجو ومن الأرض إلى الجو. ومن الأمثلة الحديثة لصواريخ ارض-ارض هو صاروخ الـ «بي آم -27 أوراغان» وراجمة الصواريخ «آم270» 
في اللغة العسكرية يختلف الصاروخ عن القذيفة الموجهة اذ يفتقد الصاروخ انظمة توجيه نحو الهدف. قديما، عرفت القذيفة الموجهة باسم «الصواريخ الموجهة». هناك بعض الصواريخ التي صممت اساسا كنظم غير موجهة الا انها طورت في وقت لاحق لتصبح موجهة مثل راجمة الصواريخ آم 270. عموما بقي اسمها «صاروخ» بدلا من أن تصبح قذائف موجهة. اما الصواريخ أو القذائف التي تطلق من تحت الماء مثل صواريخ الشاكفال فتسمى طوربيدات بغض النظر عن نظام الدفع.

## التطورات المبكرة
يعود استخدام الصواريخ كالمدفعية  إلى الصين في القرون الوسطى حيث استخدمت الاسهم النارية في الحروب. ورويدا، انتشرت في أوروبا والشرق الأوسط. أصبحت الصواريخ من الأسلحة الاساسية في القرن 20 عندما تطورت عمليات التصنيع لتتيح إنتاج صواريخ تصيب الاهداف بدقة أكبر.

## الأدوار الأساسية

### المدفعية

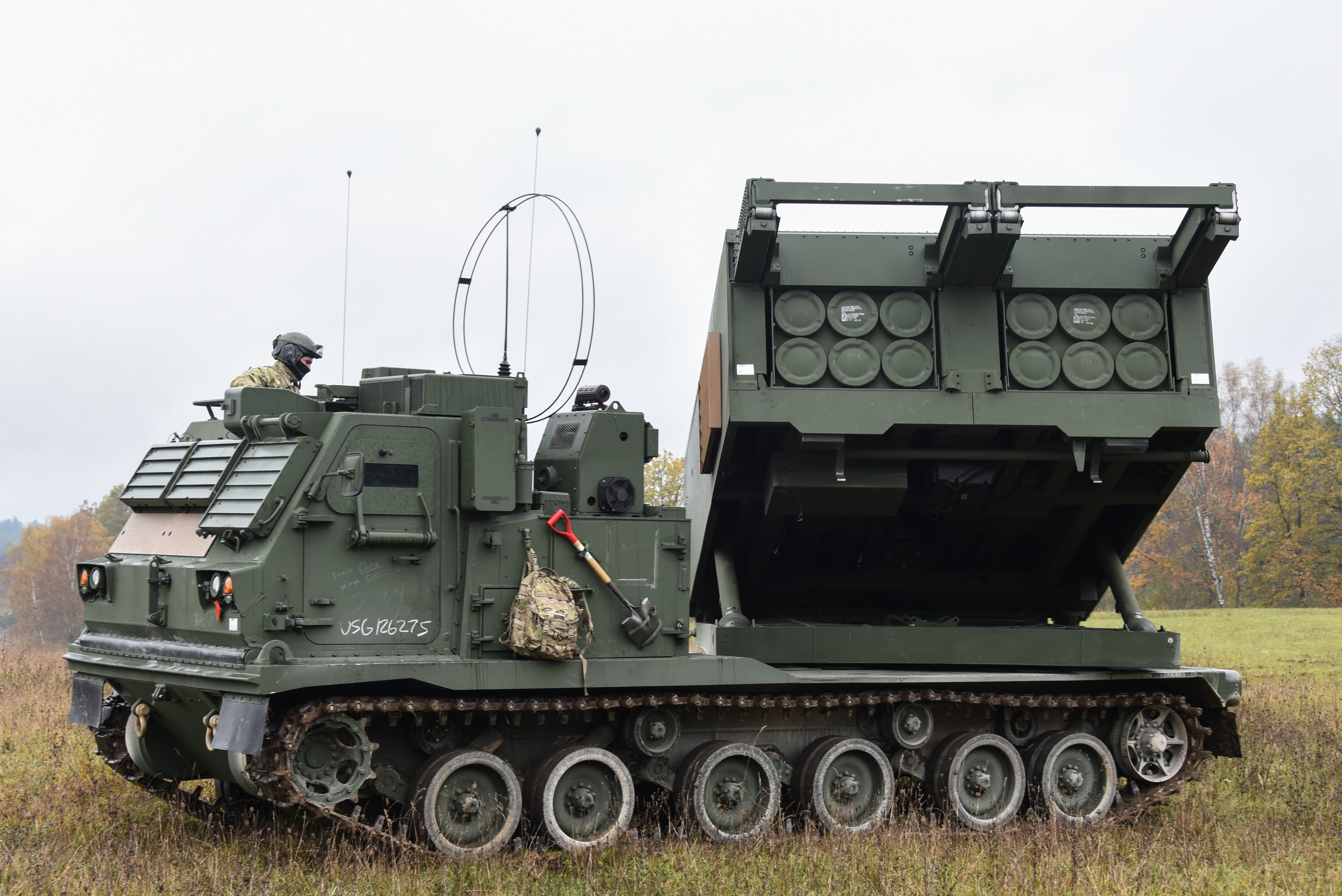
راجمة صواريخ أم 270

تم استخدام الصواريخ بوصفها سلاح مدفعية لقرون  عديدة وزاد فعالية دورها في العصر الحديث بعد تحديثها على نطاق واسع خلال الحرب العالمية الثانية. تلعب الصواريخ دورا مكملا للمدافع الميدانية التقليدية. فالصواريخ هي أبسط وأخف وزنا وأكثر سهولة للحمل بالمقارنة مع المدافع  لكنها اقل دقة في الإصابة من المدفعية ومجالها أقصر.وبسبب خفة الصواريخ، يمكن استخدامها بالقرب من الخطوط الأمامية كما ان لها قدرات فائقة في غذارة اطلاق النار اذ يمكنها اطلاق حمولة كاملة من القذائف دفعة واحدة. 

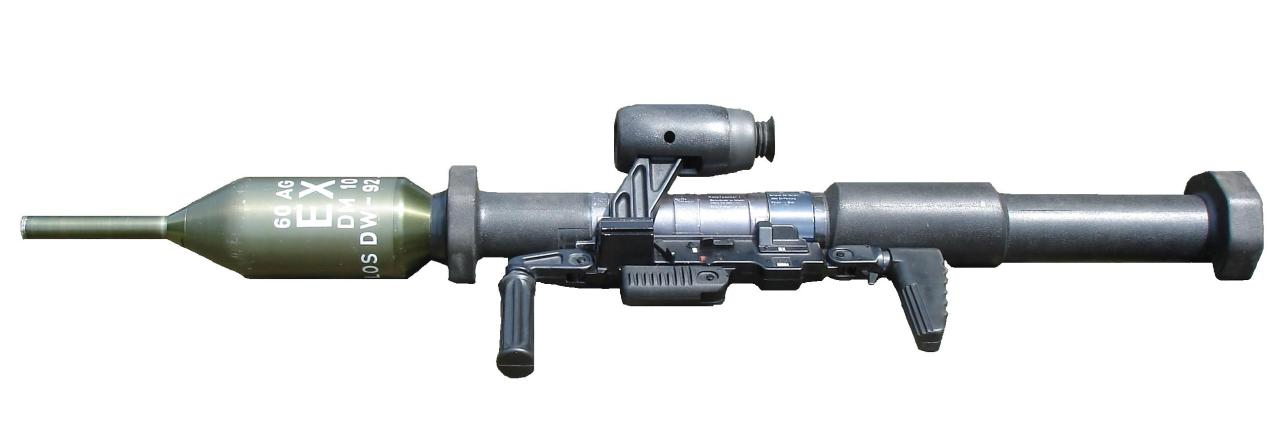
صواريخ بانزرفاوس المستخدمة من قبل الجيش الألماني

### الصواريخ المحمولة
مع تطور الدبابات، لم يعد لبنادق المشاة التقليدية فعالية تجاهها. لذلك، طورت صواريخ محمولة لمواجهتها. اشتهرت الأسلحة الصاروخية مثل البازوكا الاميركية و البنزرشريك الالمانية الذين وضعوا بالخدمة في الحرب العالمية الثانية. وتابع تطوير هكذا اسلحة بعد الحرب مثل الآر بي جي - 7. ادى الحاجة إلى زيادة مدى الصواريخ تطوير الأسلحة الموجهة المضادة للدبابات. معظم الجيوش الحديثة تستخدم الآن الصواريخ الموجهة للاهداف البعيدة والصواريخ، مثل الآر بي جي 26، للاهداف القريبة أو في حالات الطوارئ.

### صواريخ ارض جو

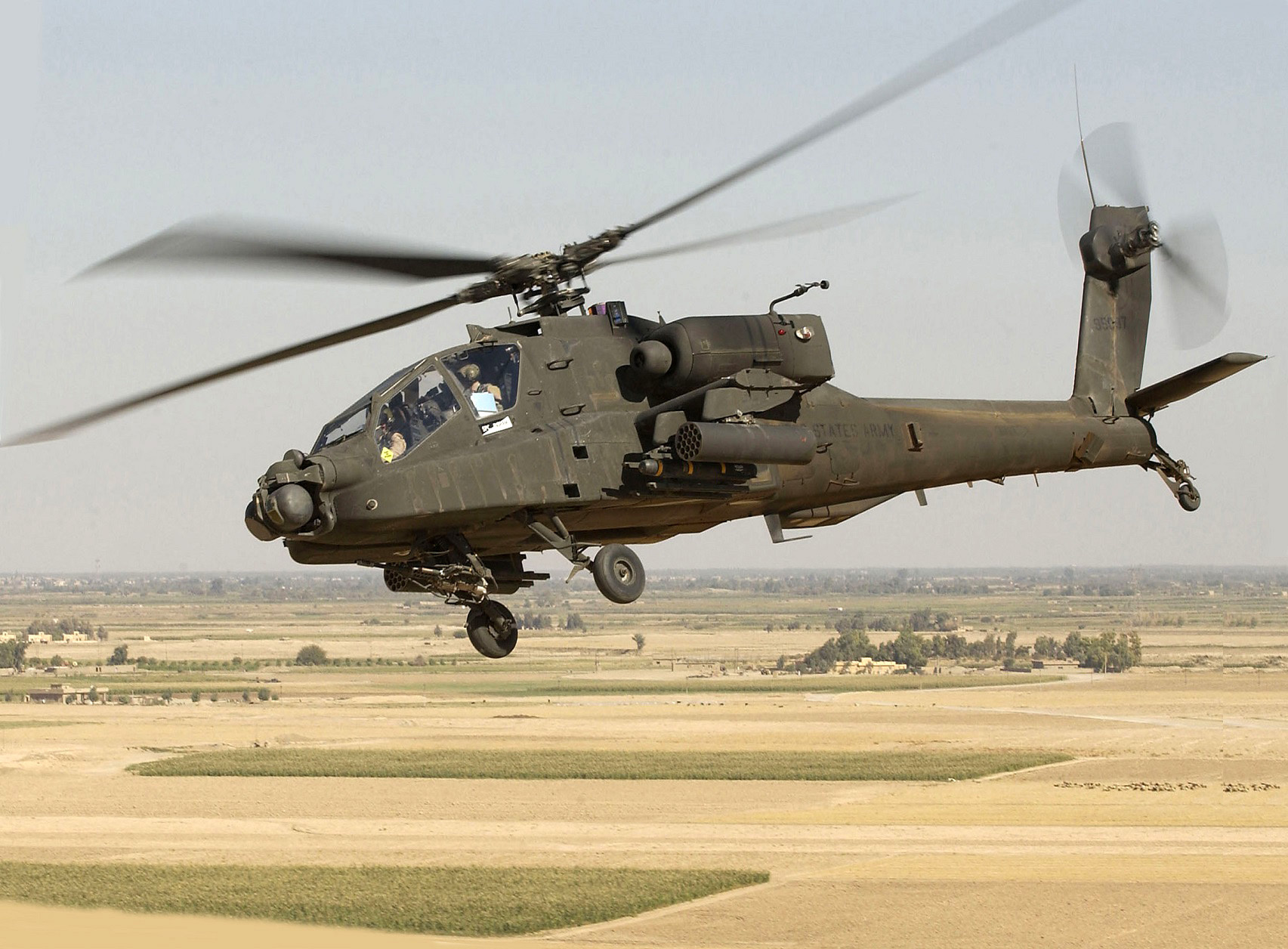
هليكوبتر الاباتشي ذات منصة اطلاق الصواريخ

تطلق الصواريخ الغير موجهة على نطاق واسع من الطائراتلمهاجمة البر والبحر والجو الأهداف. حتى بعد تطوير القذائف الموجهة، لا يزال للصواريخ فائدة على المدى القصير – عادة في مهمات الدعم الجوي قريب المدى.

## 70 ملم
يعتبر  عيار 70 ملم المعتمد من قبل حلف شمال الأطلسي معيارا دوليا للصواريخ التي يمكن إطلاقها من مجموعة متنوعة من الجوانح الثابتة والمتحركة. كما يمكن لها ان تحمل رؤوس تفجيرية التي تحقق اهداف واسعه ومهمات مختلفة النوعية ومجموعة واسعة من الاحتياجات الخاصة للبعثات لتحقيق هزيمة للأهداف المدرعة الناعمة وحتى الخفيفة.